# علی معلم
علی معلّم (۱۹ آذر ۱۳۴۱ – ۲۳ اسفند ۱۳۹۵) نویسنده، ناشر، منتقد، تهیه‌کننده، کارگردان، مجری تلویزیون و بازیگر ایرانی بود. او سردبیر و مدیرمسئول ماهنامه دنیای تصویر بود. وی همچنین موسس و برگزار کننده جشن حافظ در ایران می‌باشد.

## زندگی
علی معلّم در ۱۹ آذر ۱۳۴۱ در دامغان متولد شد. وی فرزند آقا عبدالله معلّم یکی از اهالی خاندان معلّم در دامغان است. دوران کودکی و نوجوانی‌اش را در شهر دامغان گذراند و تحصیلات متوسطه را در تهران در رشتهٔ ریاضی- فیزیک دبیرستان سخن به پایان رساند. او فارغ‌التحصیل دانشکده صدا و سیما در رشته کارگردانی فیلم است و در مقطع فوق‌لیسانس در رشته پژوهش هنر (دانشگاه هنر) تحصیل کرده‌است. سابقهٔ تدریس سینما در مراکز آموزش فیلمسازی و دانشکده‌های سینمایی را داشت.

## فعالیت‌ها
علی معلم در هیئت‌های داوری و انتخاب جشنوارهٔ بین‌المللی فیلم فجر (هفت دوره)، جشنوارهٔ بین‌المللی فیلم کشورهای غیرمتعهد (پیونگ یانگ)، جشنوارهٔ سینمای جوان، جشنوارهٔ فیلم‌های دانشجویی، جشنوارهٔ فیلم‌های خانوادگی، نخستین جشنوارهٔ فیلم و کیفیت، جشنوارهٔ فیلم جوان، جشنواره فیلم رویش و جشنواره بین‌المللی فیلم شهر (دو دوره)، نخستین جشنوارهٔ فیلم‌های ویدئویی تهران، جشنوارهٔ فیلم زنان (پروین اعتصامی) عضویت داشته‌است. وی همچنین سه دوره عضویت در هیئت انتخاب فیلم ایران برای آکادمی اسکار را بر عهده داشته‌است. او مجری، تهیه‌کننده و پایه‌گذار جشن سینمایی _تلویزیونی دنیای تصویر (تندیس حافظ) است که نخستین مراسم سینمایی بخش خصوصی در ایران می‌باشد.

## درگذشت

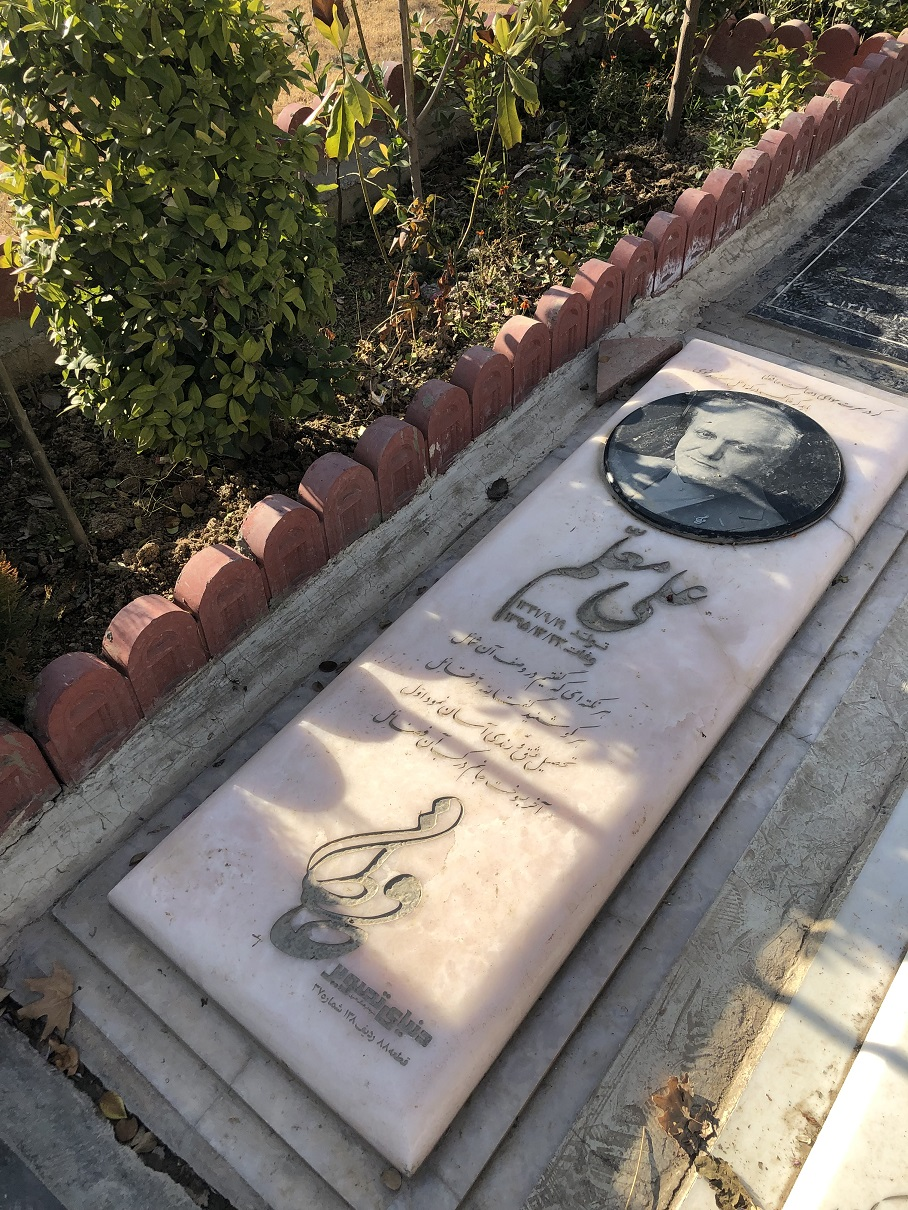
آرامگاه علی معلم

علی معلم در روز ۲۳ اسفند ماه ۱۳۹۵ در سن ۵۴ سالگی به دلیل ایست قلبی در محل کارش درگذشت. پیکرش در تاریخ ۲۵ اسفند ماه ۱۳۹۵ پس از تشییع در خانه سینما در قطعه هنرمندان به خاک سپرده شد.

## آثار و فعالیت‌ها

### تهیه‌کننده
- شوکران (تهیه‌کننده مشترک)؛ ۱۳۸۰
- گاوخونی (تهیه‌کننده و مجری طرح)؛ ۱۳۸۱
- ازدواج به سبک ایرانی (تهیه‌کننده و مجری طرح)؛ ۱۳۸۳
- آل (مجری طرح، تهیه‌کننده)؛ ۱۳۸۸
- کنتس سلما و دوآلپا (نگارش سناریو)
- فیلم سینمایی انیمیشن «ملانصرالدین» (تهیه‌کننده)؛ ۱۳۸۸[۴]

### بازیگر
- آلما؛ ۱۳۷۲
- آل؛ ۱۳۸۸

### تلویزیون
- جنگ هنر هفته (سردبیر و مجری، شبکه دوم سیما)
- از واژه تا تصویر (ادبیات و سینما) (تهیه‌کننده، کارگردان و مجری، شبکه دوم سیما)
- ویژه برنامه‌های جشنوارهٔ فیلم فجر (تهیه‌کننده، مجری و کارشناس، شبکه دوم و پنجم سیما)
- سینمای اندیشه (مجری و کارشناس، شبکه دوم سیما)
- چشم‌انداز (مجری و کارشناس، شبکه جام جم بین‌المللی)
- تماشاخانه ادب و هنر (تهیه‌کننده، کارگردان و مجری، شبکه جام جم بین‌المللی)
- نقد ۳ (مجری و کارشناس، شبکه سوم سیما)
- نگاه دو (مجری و کارشناس، شبکه دوم سیما)
- دست به نقد (مجری و کارشناس، شبکه پنجم سیما)
- سینمای برتر (مجری و کارشناس، شبکه جام جم بین‌المللی)

### شخصی
- گزارش اختصاصی ماهانه تصویر از فستیوال کن و برلین

### سمینار و همایش
- مدیر سمینار اقتباس در سینمای ایران (۱۳۸۳)
- مدیر سمینار آسیب‌شناسی سینمای امروز ایران (۱۳۸۱)
- مدیر سمینار سینمای ایران و مخاطبان آن (۱۳۷۷)

### ویراستار
- آناستازیا
- هرکول
- شاهزاده مصر
- مولان
- داستان اسباب‌بازی
- شرک
- عصر یخ
- شرکت هیولاها
- چارلی و کارخانه شکلات‌سازی
- ئی. تی: موجودی از سیاره‌ای دیگر
- جومانجی
- دنیای گمشده گو
- هنر والت دیزنی
- ارگونومی
- بازیگری در سینما
- ده داستان ده فیلم
- یادداشت‌هایی از یک دوران سپری نشده
- گاوخونی
- تسخیرناپذیر: زندگی و آثار رابرت دونیرو
- سلطان بازی‌سازان: آل پاچینو
- دیکتاتورها و سینما
- صد و یک فیلم چهار ستاره تاریخ سینما و استیون اسپیلبرگ